# Fort Totten
Fort Totten – jednostka osadnicza w Stanach Zjednoczonych, w stanie Dakota Północna, w hrabstwie Benson.